# Quinta do Sol
Quinta do Sol est une municipalité brésilienne située dans l'État du Paraná.